# Appointment with His Majesty
Appointment with His Majesty è un album di Burning Spear, pubblicato dalla Heartbeat Records nel 1997.
Il disco, registrato al Grove Music Studio di Ocho Rios (St. Ann, Giamaica), ricevette una nomination al 1998 Grammy Awards come migliore album di reggae.

## Tracce
Testi e musiche di Winston Rodney
1. The Future (Clean It Up) – 4:47
2. Appointment with His Majesty – 4:20
3. Play Jerry – 4:39
4. Reggae Physician – 4:25
5. Glory Be to Jah – 5:04
6. Don't Sell Out – 4:33
7. Come in Peace – 4:23
8. African Jamaican – 5:02
9. My Island – 4:54
10. Commercial Development – 5:21
11. Music – 4:54
12. Loving You – 4:57

## Musicisti
- Winston Rodney - voce, congas, percussioni, arrangiamenti, accompagnamento vocale

Burning Band
- Rupert Bent - chitarra solista
- Lenval Jarrett - chitarra ritmica
- Steven Stewart - tastiere
- Barry O'Hare - tastiere
- Howard Messam - sassofono
- James Smith - tromba
- Ronald Nambo Robinson - trombone
- Nelson Miller - batteria
- Num (Num H.S. Amun'Tehu) - percussioni, accompagnamento vocale
- Carol Passion Nelson - accompagnamento vocale, cori
- Edna Rodney - accompagnamento vocale, cori
- Rachell Bradshaw - accompagnamento vocale, cori
- Sharon Gordon - accompagnamento vocale, cori
- Yvonne Patrick - accompagnamento vocale, cori

Musicisti aggiunti
- Robby Lyn - tastiere, accompagnamento vocale
- Ian Coleman - chitarra solista (brano: Play Jerry)
- Ian Coleman - chitarra ritmica
- Chico Chin - tromba (brano: Play Jerry)
- Tony Green - sassofono (brano: Play Jerry)
- Uziah Sticky Thompson - percussioni (brano: Play Jerry)
- Trevor McKenzie - basso
- Collin Elliot - basso
- Tony Williams - batteria[3]